# Tiền sảnh
Tiền sảnh hay còn gọi là hành lang (Lobby) hay còn gọi là phòng lễ tân, khu vực tiếp tân là một căn phòng hoặc liên phòng trong một tòa nhà được sử dụng để đi vào từ bên ngoài. Trong tiếng Latin cổ được gọi là lobia hay laubia hoặc lobium. còn gọi là hành lang hay nội sảnh. Sảnh vào thường là một phòng lớn hoặc tổ hợp các phòng (trong nhà hát, nhà hát giao hưởng, phòng hòa nhạc, phòng trưng bày, rạp chiếu phim, v.v.) liền kề với khán phòng. Tiền sảnh có thể là khu vực dành cho khán giả, đặc biệt được sử dụng trước khi biểu diễn và trong thời gian tạm nghỉ, nhưng cũng có thể là nơi tổ chức lễ kỷ niệm hoặc lễ hội, liên hoan sau khi biểu diễn. Kể từ giữa những năm 1980, ngày càng có xu hướng coi hành lang tiền sảnh không chỉ là chỗ để đi từ cửa đến thang máy mà thay vào đó là không gian xã hội và địa điểm thương mại (ví dụ như người ta hay gọi là vận động hành lang) Một số nghiên cứu thậm chí đã được thực hiện để phát triển các thang đo để đo bầu không khí tại sảnh nhằm cải thiện thiết kế sảnh khách sạn. Nhiều tòa nhà văn phòng, khách sạn và các tòa nhà chọc trời đã dành nhiều thời gian để trang trí hành lang để tạo ấn tượng thẩm mỹ và truyền thông, đánh bóng hình ảnh.

## Hình ảnh

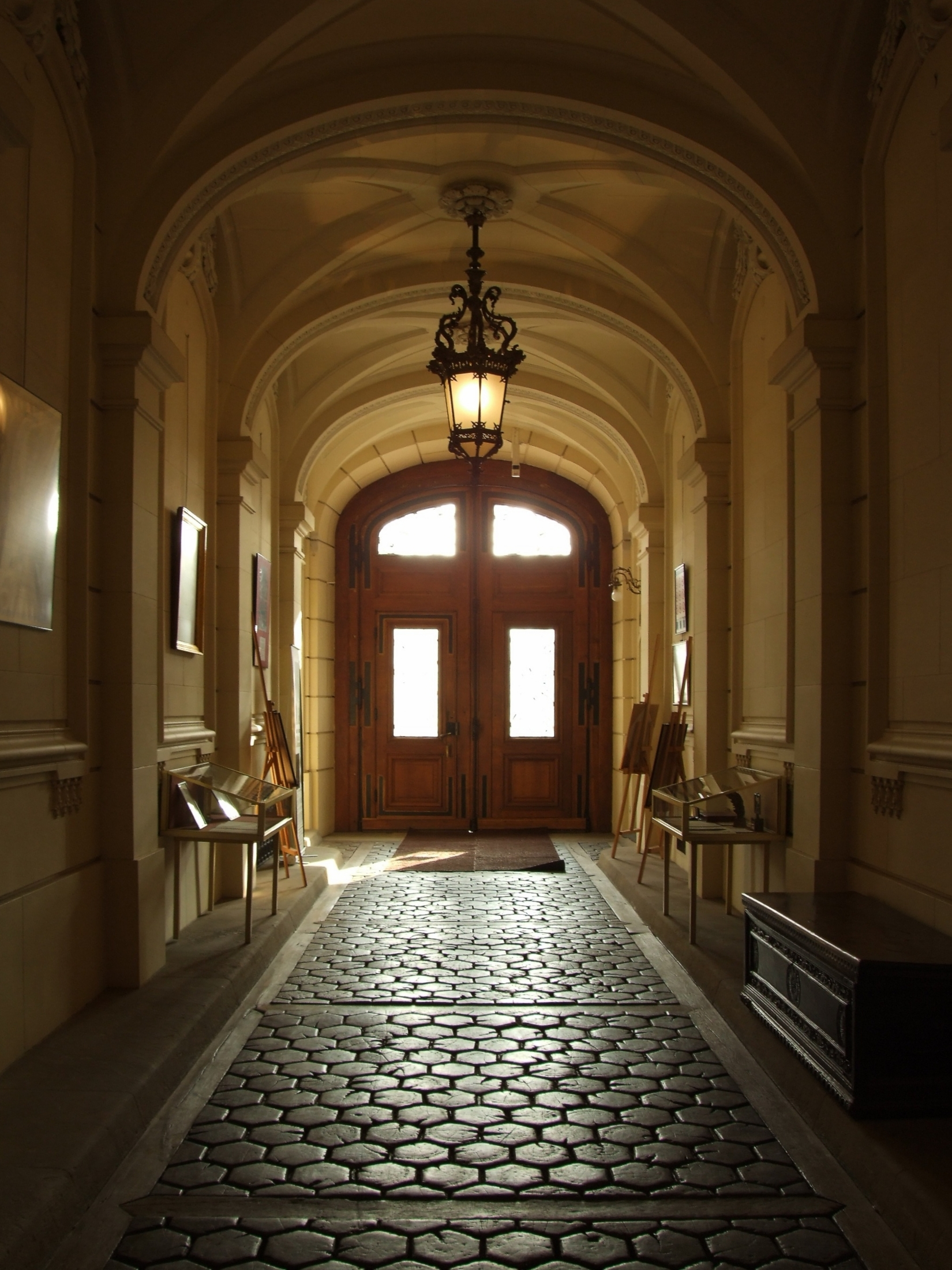
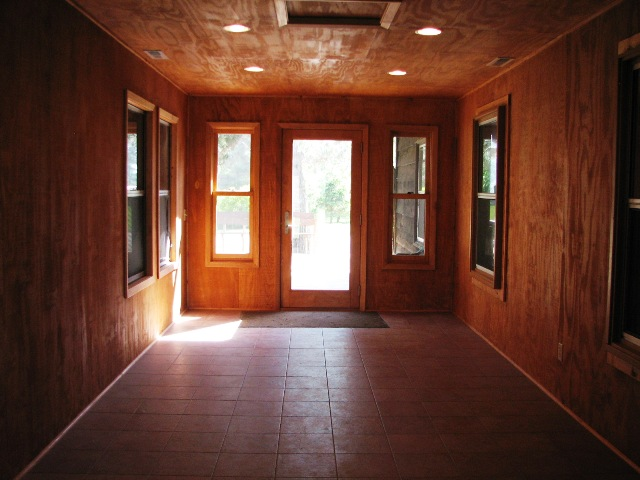
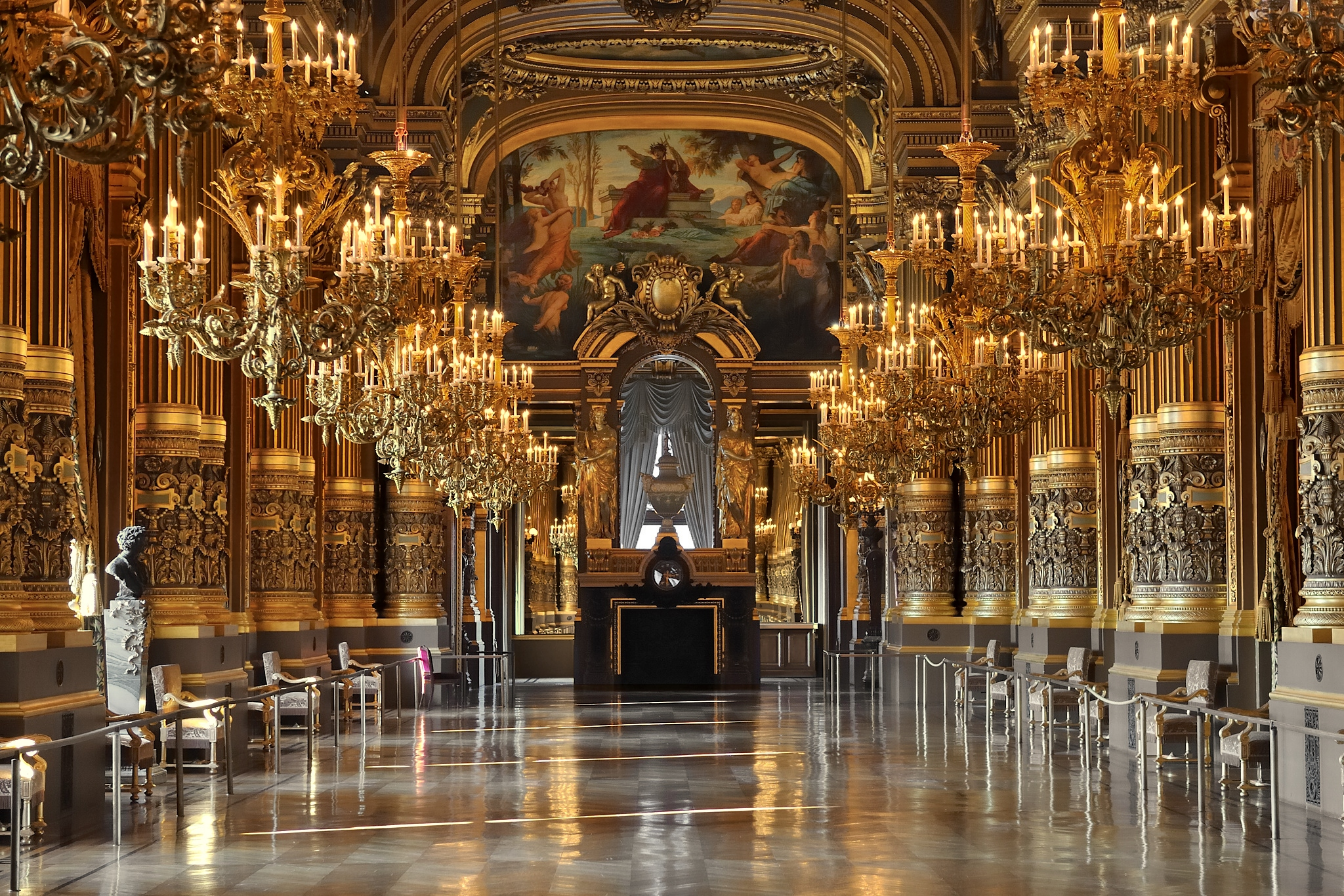
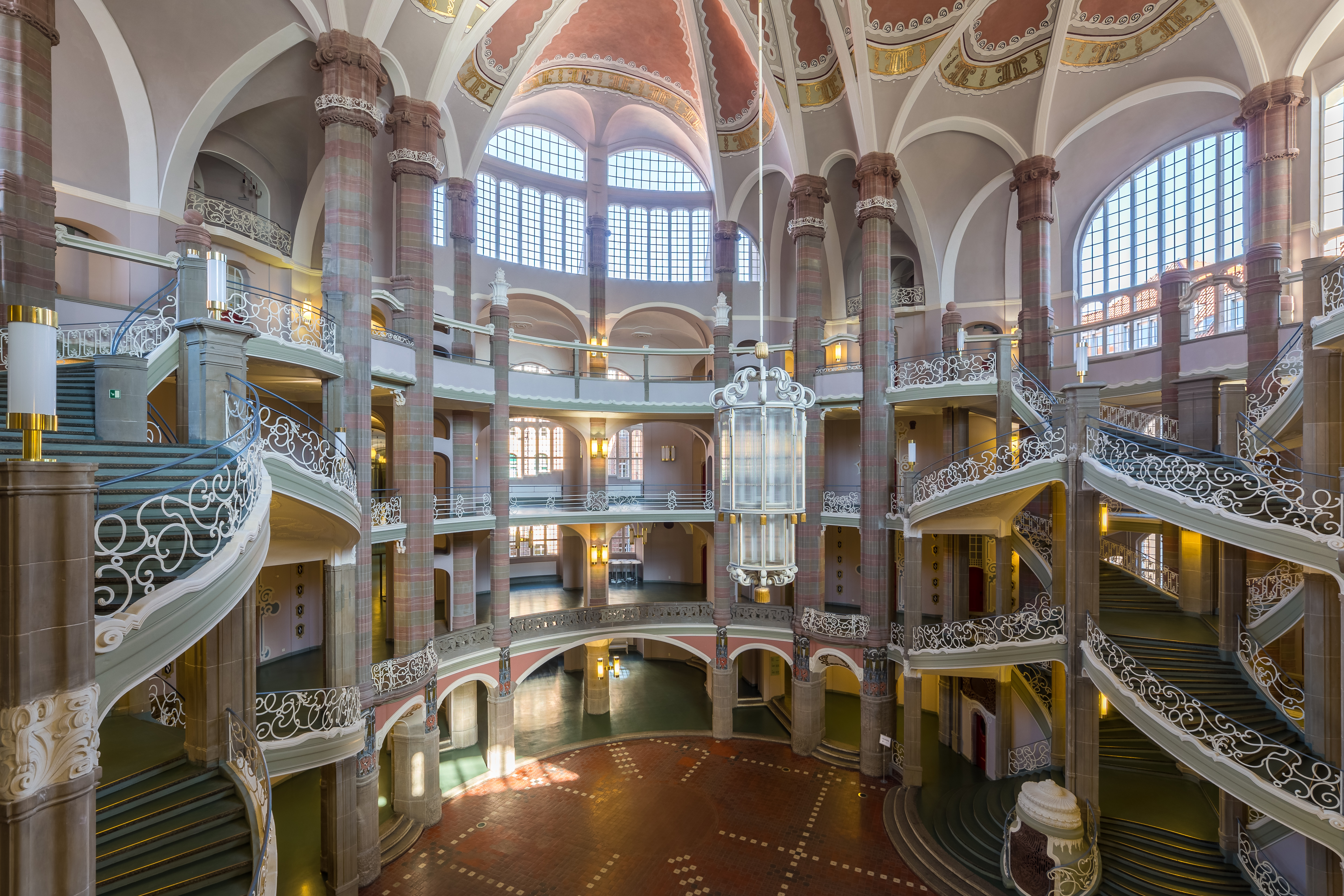
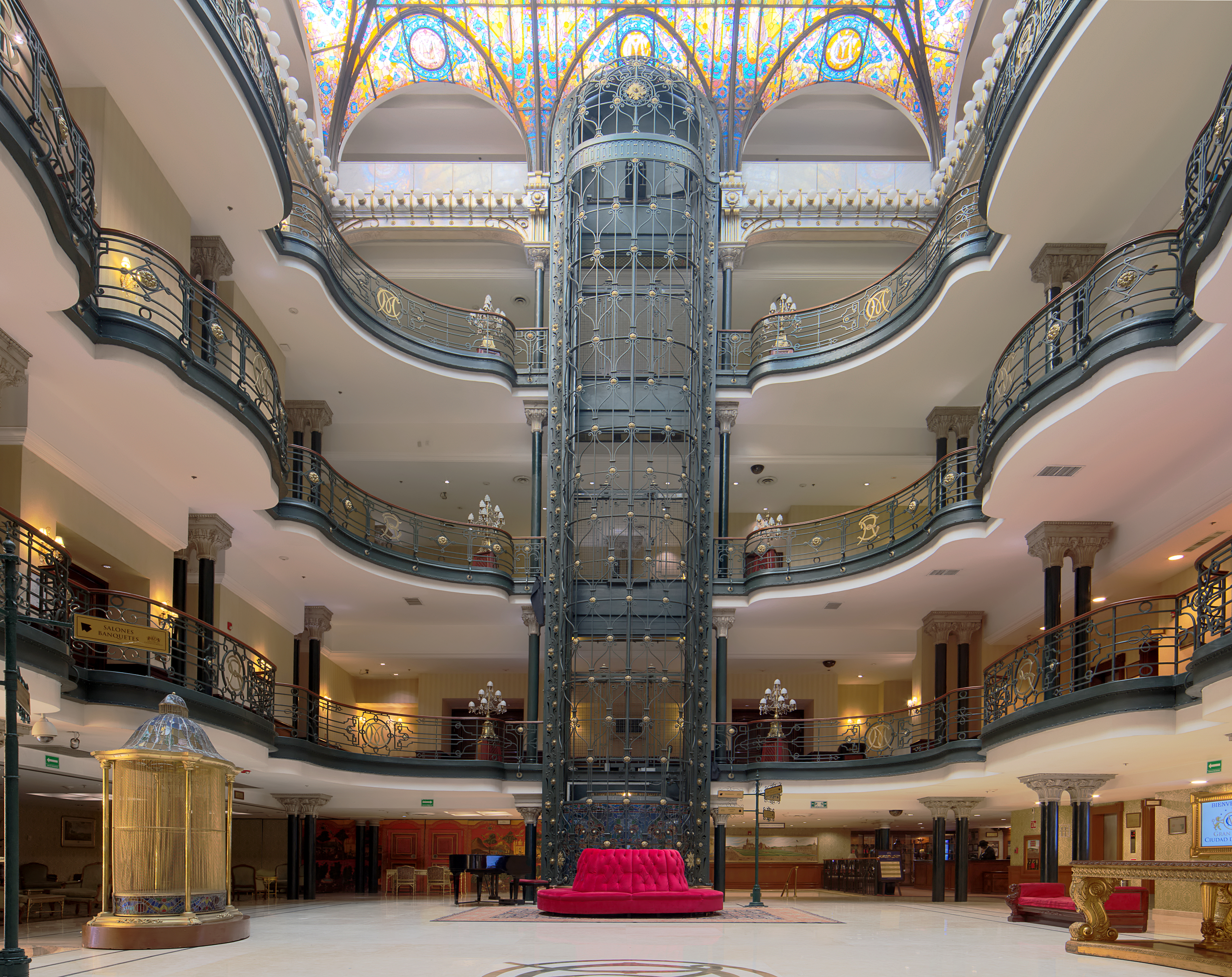
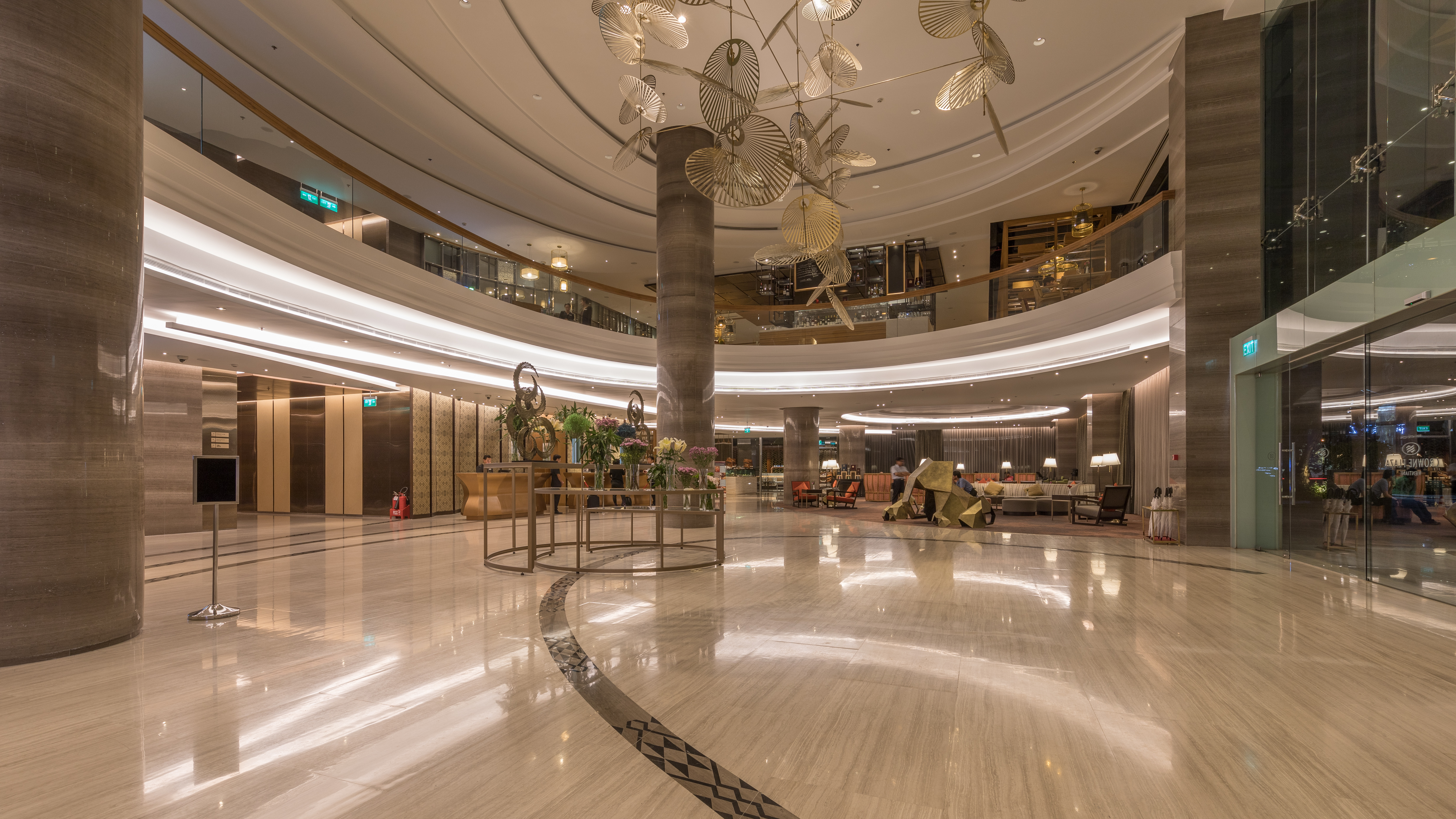
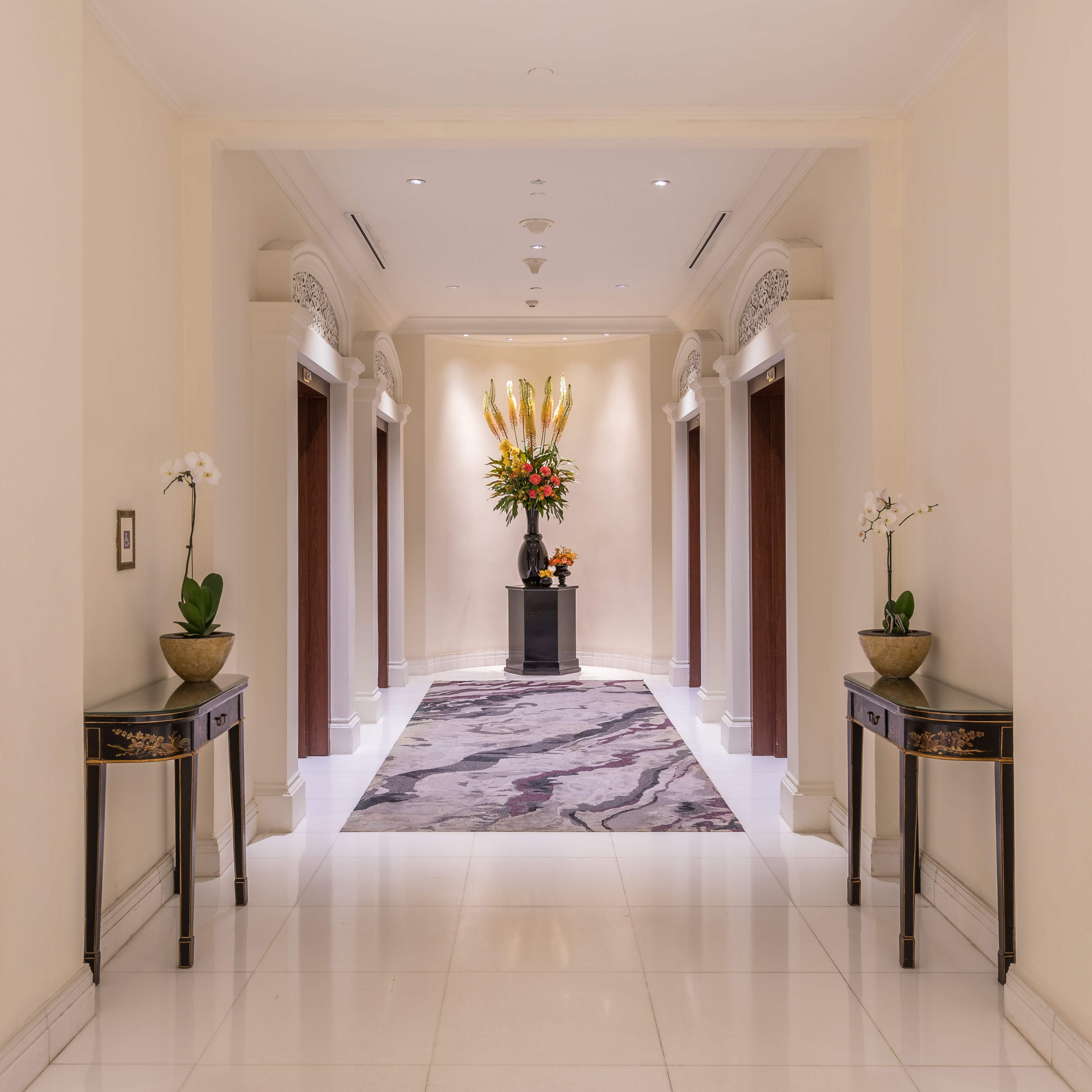
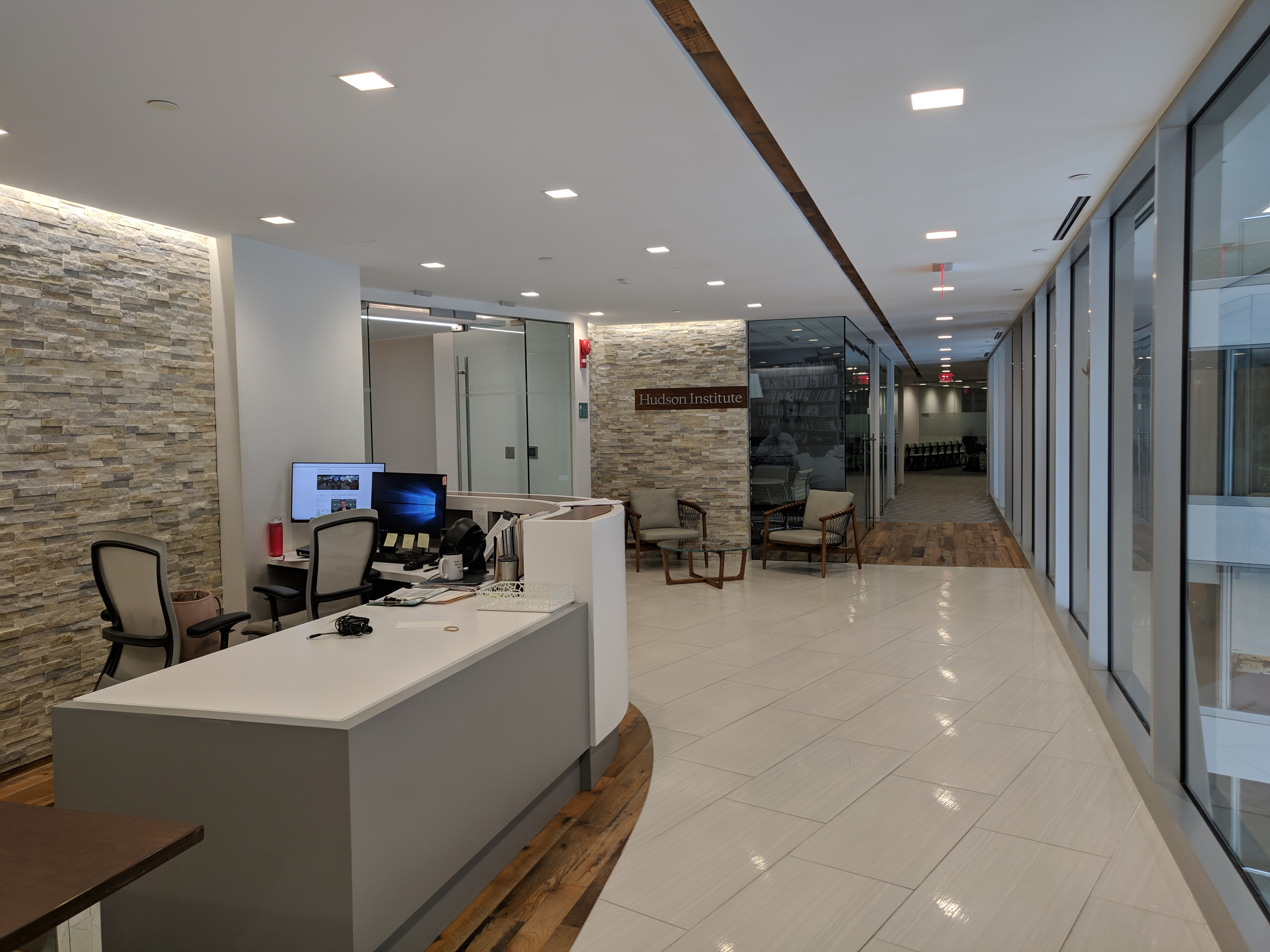
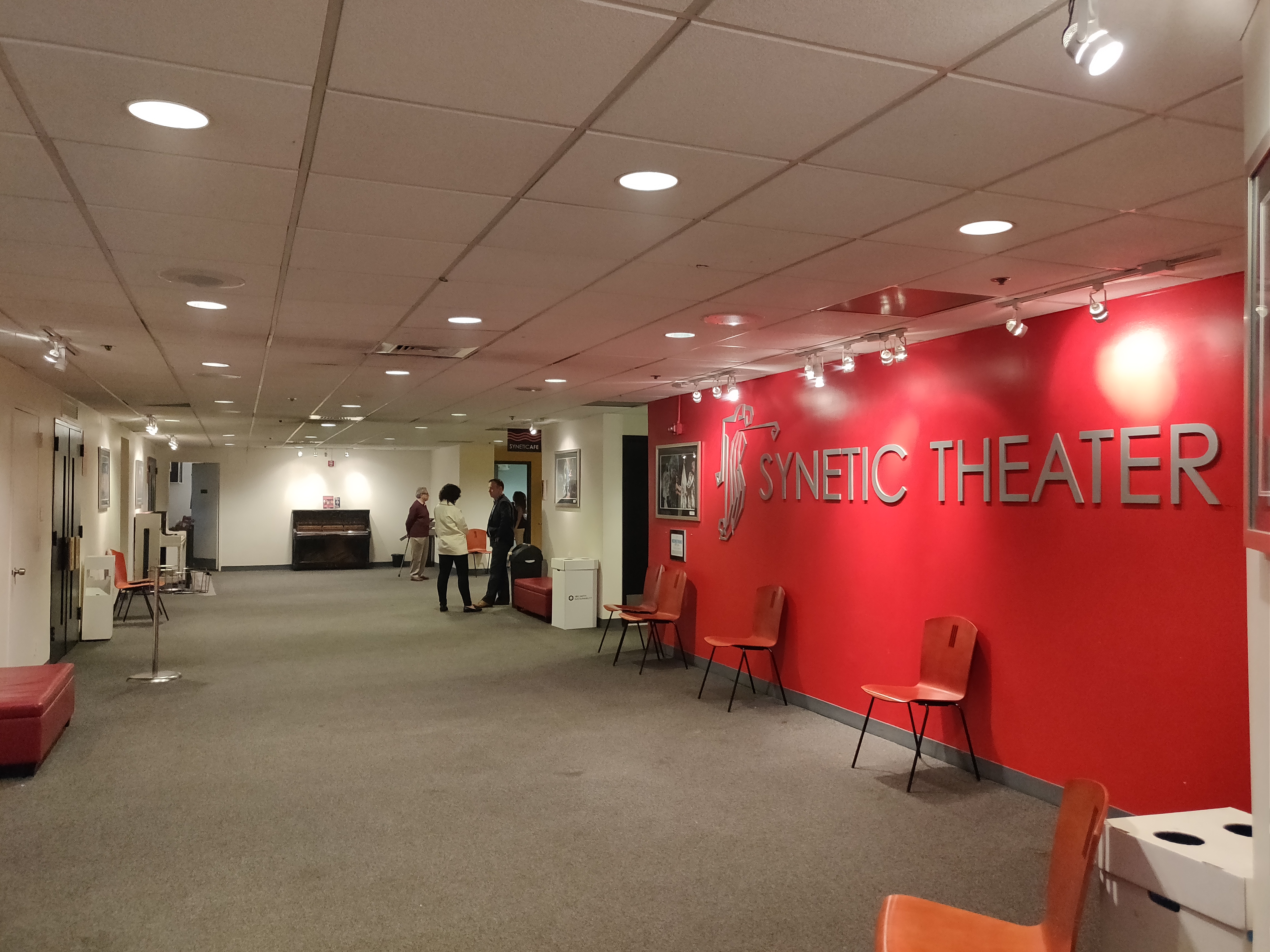
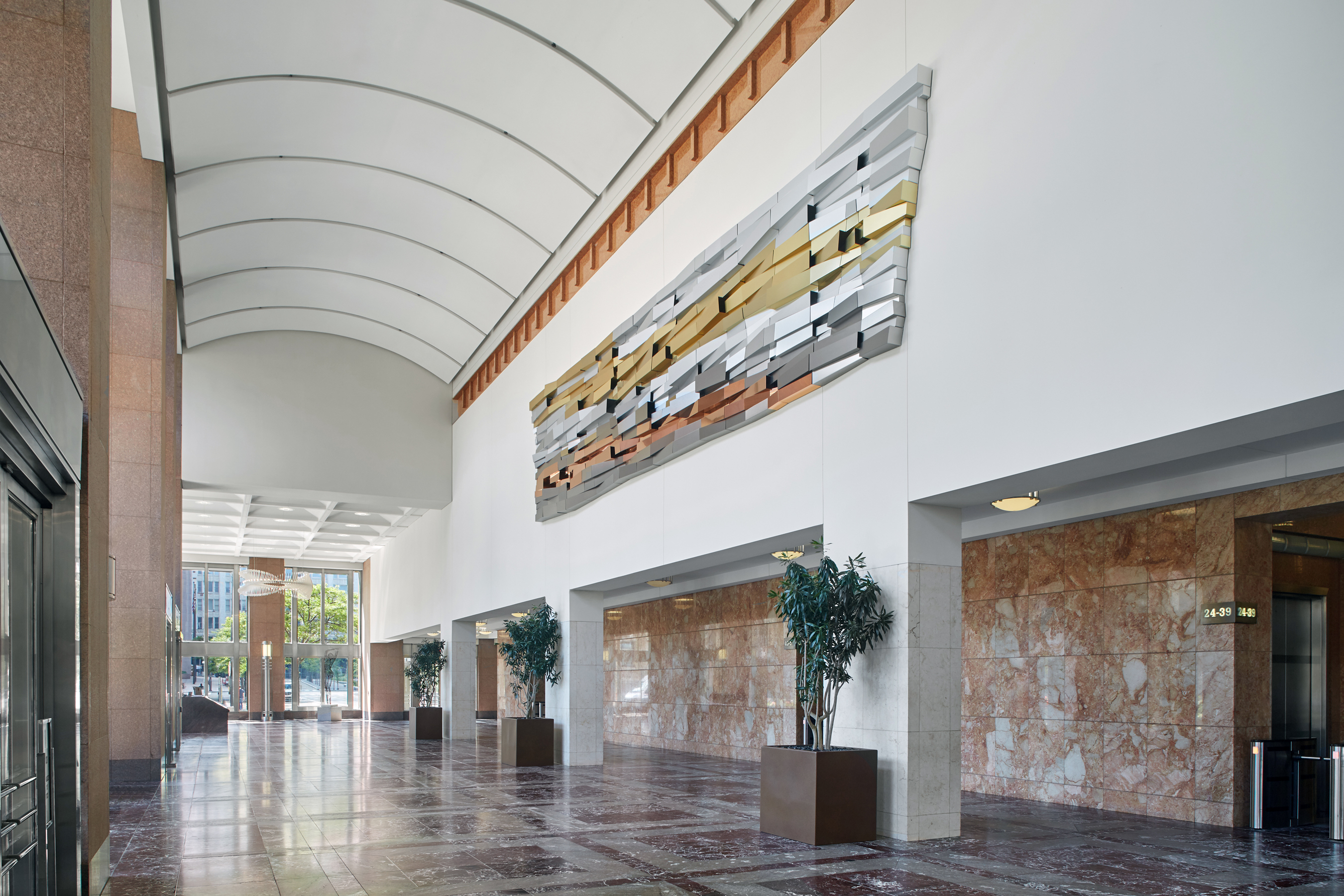
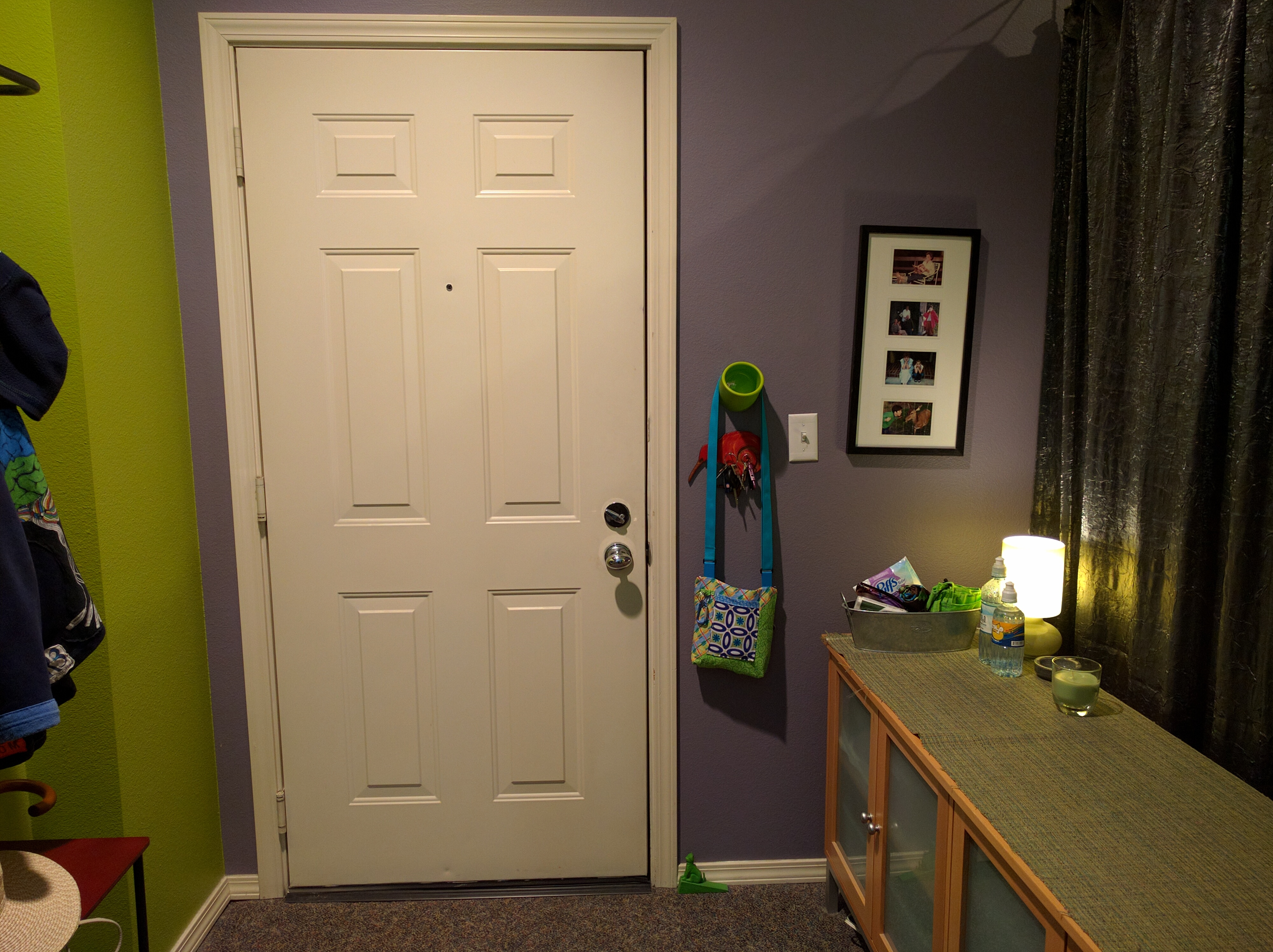
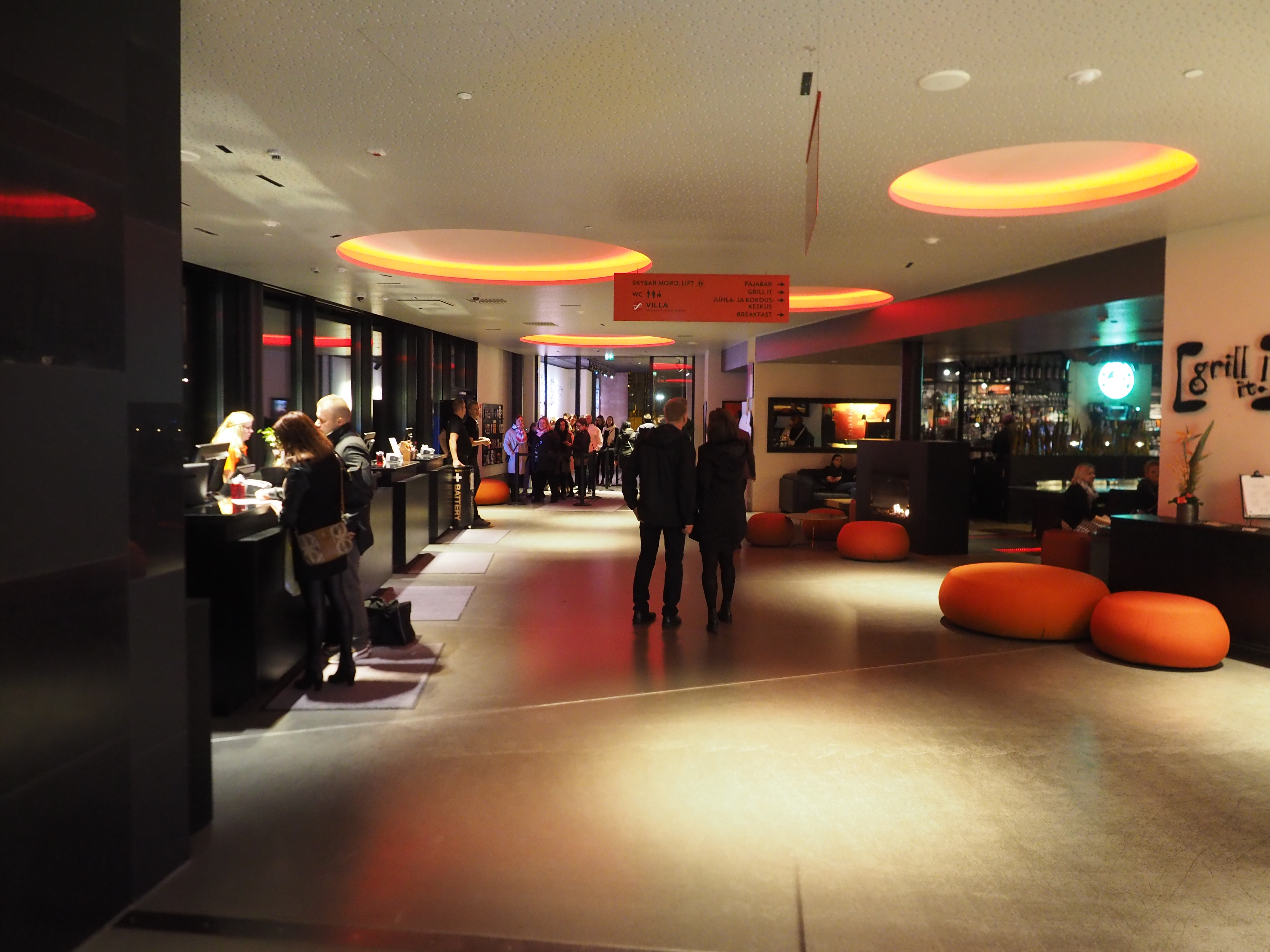
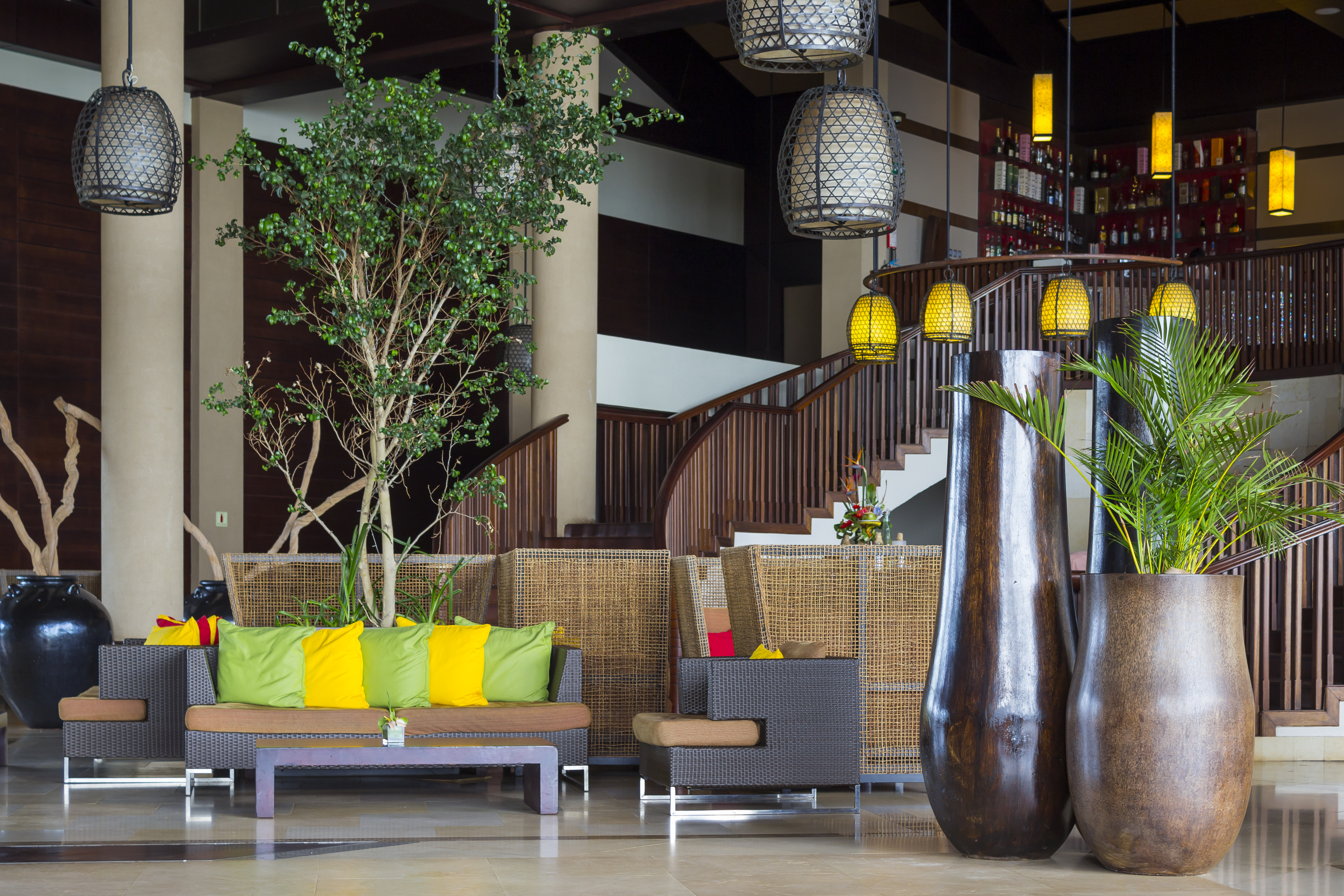